# Castianeira badia
Castianeira badia là một loài nhện trong họ Corinnidae. Chúng thường được tìm thấy ở Tây Ban Nha và Bồ Đào Nha.